# Стефані Ґарбер
Стефані Ґарбер (англ. Stephanie Garber, нар. 8 липня 1987) — американська письменниця родом із Північної Кароліни.

## Біографія
Шлях Стефані до видання її першої книжки розпочався з роботи офіціанткою у Північній Каліфорнії та продавцем у «Bath&Body Works». Також Ґарбер працювала волонтером для дітей з вадами слуху в Мексиці та вожатою літнього тематичного табору. 
Коли Стефані не пише вона викладає у приватному коледжі в Північній Каліфорнії.

### Літературна діяльність
2017 року побачив світ її роман «Каравал», хоч письменниця не була дебютанткою на літературному поприщі, однак саме «Каравал» став для американки першим успішним романом і дався він авторці великими зусиллями.
Опісля авторка повідомила, що працює над новим романом. А вже в травні 2018 року має з'явитись в продажу продовження «Каравалу» під назвою «Legendary».

## Творчий доробок
Трилогія «Каравал»
- Каравал (2017)
- Легенда (2018)
- Фінал (2019)
- Видовище (святкова новела про всесвіт Каравалу) (2024)

Трилогія «Одного разу розбите серце»
(перекладено і видано в Україні видавництвом Vivat)
- Одного разу розбите серце (2021)
- Балада про недовго й нещасливо (2022)
- Прокляття справжнього кохання (2023)

## Переклади українською
- Стефані Ґарбер. Каравал / пер. з анг. Оксана Дятел. — К. : Видавнича група КМ-БУКС, 2017. — 400 с. — ISBN 978-617-7498-00-0.